# Roland Hagenberg

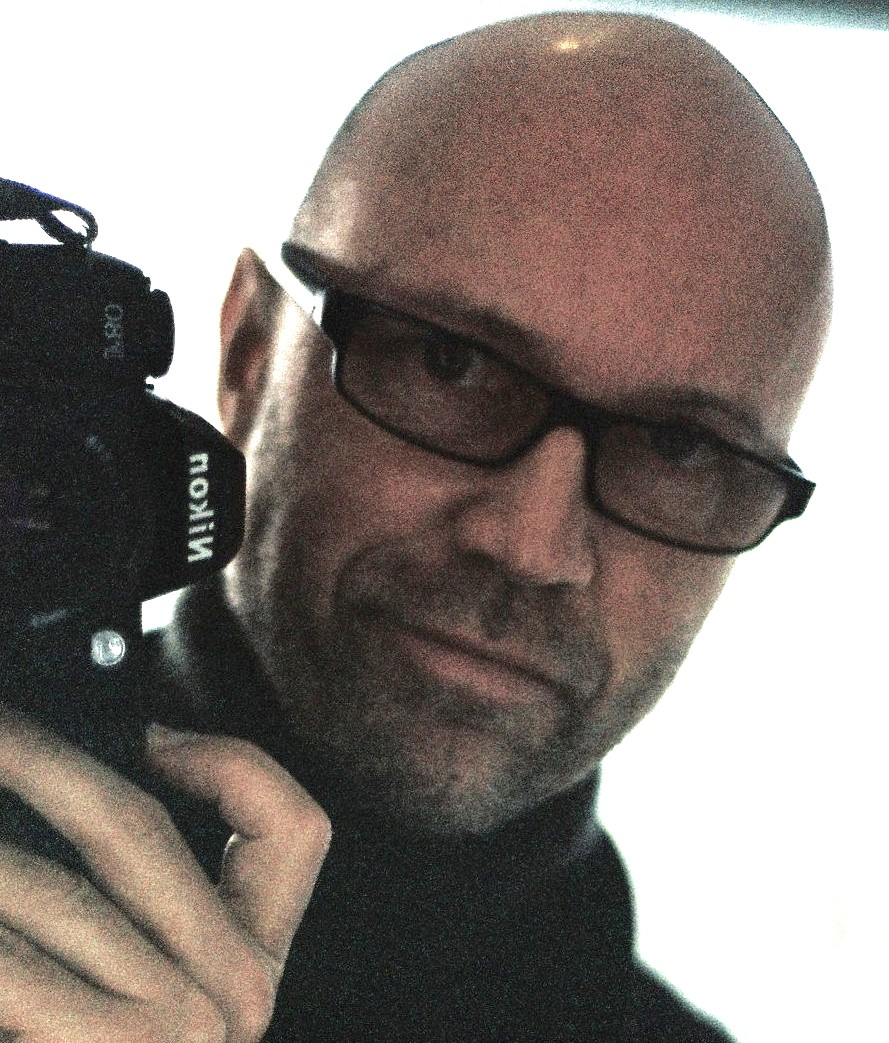
Selbstportrait von Roland Hagenberg (2007)

Roland Hagenberg (* 1955 in Radkersburg) ist ein österreichischer Autor, Künstler und Fotograf. Er lebt seit 1993 in Tokio und Kyoto.

## Leben und Wirken

### Wien bis 1979
Roland Hagenberg wuchs in Wien auf. Inspiriert von den Schriften von Carl Gustav Jung und Sigmund Freud begann Hagenberg, als Krankenpfleger in einer psychiatrischen Klinik, dem Steinhof zu arbeiten. Zu dieser Zeit veröffentlichte er seine ersten Gedichte und Texte in der Literaturzeitschrift Freibord. Mit Hilfe von Autoren wie Friederike Mayröcker, Ernst Jandl, Elfriede Czurda und Robert Menasse gründete er zusammen mit Franz Krahberger die Literaturzeitschrift Die Klinge.

### Berlin 1979–1983
Hagenberg reiste nach seinem Pflichtdienst in der österreichischen Armee durch Europa und Nordafrika. Danach lebte er als Autor und Fotograf in Berlin. Er veröffentlichte Wiener in Berlin, ein Buch mit Fotos und Interviews von Autoren und Künstlern wie H. C. Artmann, Oswald Wiener, Dieter Roth und Elfriede Czurda. Während seiner Recherchen und dem Schreiben des Buches Maler in Berlin zusammen mit dem Galeristen Volker Diehl befreundete er sich mit den Künstlern Martin Kippenberger, Jörg Immendorff, Markus Lüpertz, Georg Baselitz und neoexpressionistischen Malern aus der Gruppe Neue Wilde, Rainer Fetting, Bernd Zimmer und Helmut Middendorf. In Berlin traf er zum ersten Mal Andy Warhol, den er in New York für einen Magazinbericht besuchte und dies seinen Umzug nach Manhattan nach sich zog.

### New York 1983–1992
Hagenberg schrieb weiterhin für deutsche Zeitschriften in einer Zeit, in der die sogenannte East Village Bewegung entstand. Er gründete 1985 den Verlag Pelham Press, um Kunstführer und -kataloge zu veröffentlichen. Bei dieser Arbeit lernte er Künstler wie Jeff Koons, Louise Bourgeois, Francesco Clemente, George Segal, Dorothea Tanning und Robert Mapplethorpe kennen. Später arbeitete er an Buchprojekten mit Mark Kostabi, Karel Appel, Karl A. Meyer und Alexander Rutsch. Mit dem russischen Künstler Mihail Chemiakin gründete er das Magazin Art of Russia and the West. Hagenbergs Fotografien von Jean-Michel Basquiat bei der Arbeit in seinem Atelier wurden zu ikonischen Bildern, die in internationalen Ausstellungen, Büchern und Filmen zu sehen sind. Das Buch Crosby Street über Hagenbergs Zeit in New York und seine Zusammenarbeit mit dem Schweizer Künstler Karl A. Meyer erschien 2022 im Art In Flow Verlag Berlin.

### Tokio-Raiding-Kyoto 1993 bis heute
In New York weckte Shigeko Kubota Hagenbergs Interesse an der japanischen Kultur. Sein neuer Fokus auf die zeitgenössische japanische Architektur verlagerte seinen Lebensmittelpunkt nach Japan. Als freier Mitarbeiter für Vogue und Architectural Digest stellte er in Europa  Architekten vor, die später internationale Anerkennung erfuhren, darunter Kengo Kuma, Toyo Ito, Kazuyo Sejima und Jun Aoki. Roland Hagenberg produzierte Ausstellungen und Videodokumentationen. Er schrieb Bücher, die die ältere Generation der Architekten wie Tadao Ando, Kisho Kurokawa, Arata Isozaki und Kenzo Tange präsentieren. Gleichzeitig porträtierte er Persönlichkeiten aus den Bereichen Film, Mode und Kunst. Im Jahr 2010 initiierte er in Raiding bei Wien, dem Geburtsort des Komponisten Franz Liszt, das Raiding Project. Es entsteht das preisgekrönte Gästehaus Storchenhaus/ Storkhouse von Terunobu Fujimori sowie Freilandskulpturen von Hiroshi Hara, Kengo Kuma und Karl A. Meyer. Das Gästehaus Silverhouse – nach Entwürfen von Hagenberg, wurde 2017 fertiggestellt. In Kyoto arbeitet Hagenberg mit traditionellen Künstlern aus den Bereichen Keramik, Kalligrafie und Lackwaren zusammen.

## Ausstellungen (Auswahl)
- 1984: 5 Painters from Berlin (Kurator R. Hagenberg), Daniel Newburg Gallery, New York; Roland Hagenberg Photographs, Rosa Esman Gallery, New York
- 1985: Psycho Pueblo (Kurator R. Hagenberg zusammen mit Zush Evrugo Mental State), Fernando Vijande Gallery, Madrid; Eastvillage Funktional (Kurator R. Hagenberg), Rosa Esman Gallery, New York
- 1986: Happy Happy (Kurator R. Hagenberg), Phyllis Kind Gallery, New York
- 1995: Jean-Michel Basquiat - Portraits, Moca-Foundation, Tokio
- 1999: New York Artists – Photographs, Gallery 360°, Tokio
- 2001: sur/FACE:14 Contemporary Japanese Architects, BMW Square, Tokio
- 2003: Roland Hagenberg - 22 Photographs, Maison Franco-Japonaise, Tokio; Planes to catch, and things to see!, Gallery of the Austrian Embassy, Tokio
- 2004: C’est si bon! Photos from Paris, Orbient Club, Tokio
- 2005: Lightyears (Kurator R. Hagenberg), Mitsubishi Jisho Artium Gallery, Fukuoka, Japan
- 2006: SOBYO – Zeichnungen von japanischen Architekten (Kurator R. Hagenberg), Hubert Winter Galerie, Wien; 40+/40, Sin Sin Fine Arts, Hong Kong
- 2007: Beautiful – Photographs of outstanding women, Le Meridien Grand Pacific Gallery, Tokyo.
- 2008: Video Works Roland Hagenberg, Yokohama Triennale National Day, Austrian Embassy in Japan
- 2009: Photographs (Group exhibition Krash Magazine), Ohara Museum, Kurashiki, Japan; Architecture of the Future (Kurator R. Hagenberg), Mitsubishi Jisho Artium, Fukuoka, Japan
- 2010: JapanLisztRaiding (Kurator R. Hagenberg), Architekturzentrum Wien
- 2011: Raiding Project: Crossover Architecture (Kurator R. Hagenberg), BMW Group Space, Tokio
- 2012: Kleinarbeit – Small Works for a Small Town, Gemeinde Raiding, Österreich
- 2013: Karl A. Meyer - Cloud of Humanity, Raiding Foundation[20], Raiding, Österreich
- 2014:Terunobu Fujimori – Storkhouse (Kurator R. Hagenberg), Mitsubishi Artium in Fukuoka; Basquiat and Friends – Photographs, Sin Sin Fine Art, Hong Kong
- 2015 Körperlandschaft – Sheila Metzner und Roland Hagenberg, Ponyhof Artclub Galerie, München; Hidden/Versteckt (Kurator R. Hagenberg), Raiding Foundation Galerie, Raiding, Österreich
- 2017: Basquiat: Boom for Real mit Fotos von Roland Hagenberg, Barbican, London
- 2018: Jean-Michel Basquiat – Works from the Mugrabi Collection, mit Fotos von Roland Hagenberg, Centro Cultural Banco do Brasil; Basquiat in his studio, Galerie Peter Sillem, Frankfurt; New York Artists – Photographs. Mitsubishi Jisho Artium Gallery, Fukuoka, Japan
- 2019: NY / moment, RVCA Gallery, Shibuya, Tokio; Jean-Michel Basquiat: Made in Japan, mit Fotos von Roland Hagenberg. Mori Arts Center Gallery, Tokio; Photographs Roland Hagenberg. Dublin Art Fair und Sal Fine Art Gallery, Dublin, Irland
- 2020: Roland Hagenberg and Makoto Azuma permanent outdoor sculpture. STOA169 Museum, Polling; Tokyo Curiosity (Gruppenausstellung), Bunkamura, Shibuya, Tokio; Portraits of Creative People, Ideakei Gallery und Arcadia, Kyoto
- 2021: NY 1983 revisited, ACE Hotel F1 Gallery
- 2022: Celebration, (Gruppenausstellung), Sin Sin Fine Art, Hong Kong; New York Friends, Imura Art Gallery Kyoto; +R (Gruppenausstellung), Kyoto Museum of Crafts and Design, Kyoto; Roland Hagenberg photo portraits from the 1980s, Dimensions Art Center, Taipei; Fotografien Roland Hagenberg und Erika Anna Schumacher, Galerie Coelner-Zimmer[21], Düsseldorf; Multiverse, Sugata Gallery – Zenkashoin, Kyoto
- 2023: Andyworld, Marc Jacobs’ Bookmark, Harajuku, Tokio; Kowaku – Seduction/Fascination. Rokujuan – former studio of Keinen Imao, Kyoto
- 2024: Kyojitsu – Fiction+Fact – Basquiat’s 14 Stations of the Cross, SO1 Gallery, Harajuku, Tokio

## Film, Musik, Theater (Auswahl)
- 1995: Hitotsu no hato de, Film und Skript für Musikvideo von J-Pop Singer Hitomi Mieno, JVCKENWOOD Victor Entertainment Corp, Japan; Boys be ambitious, Film und Skript für Musikvideo von J-Pop Singer Hitomi Mieno, JVCKENWOOD Victor Entertainment Corp. Japan
- 2003: SurFACE – 14 Contemporary Japanese Architects, Regie, Skript und Interviews für Dokumentarfilm[22]. DVD[23], Uplink Tokyo
- 2004: GALAXY – with 16 songs, geschrieben und komponiert von R. Hagenberg. Riverside Music, Tokyo
- 2007: Rain, Song text für das J-Pop Duo Youmou to Ohana, Album: Live in Living ’07, Label: LD&K, Japan
- 2008: The magic is gone, Songtext für das J-Pop Duo Youmou to Ohana, Album: Te o tsunaide (Hand in Hand), Label: LD&K, Japan
- 2016: Vor meinem Fenster, Songtext für die Wiener Staatsopernsängerin Ildiko Raimondi, vertont von Eduard Kutrowatz; CD Begegnungen[24]
- 2018: Jetlag, Theaterstück[25], Text und Musik R. Hagenberg, Uraufführung im Rationaltheater, München[26]

## Publikationen (Auswahl)
- Wiener in Berlin, geschrieben und fotografiert von Roland Hagenberg, Vorwort von Detlev Meyer, Verlag HAPPY-HAPPY, Berlin 1982
- Maler in Berlin, hrsg. von Volker Diehl und Roland Hagenberg, Verlag HAPPY-HAPPY, Berlin 1982
- Eastvillage: A Guide. A Documentary, hrsg. von Roland Hagenberg, mit Essays von Alan Jones, Jo Shane, Nicolas A. Moufarrege, Carlo McCormick u. a., Pelham Press, New York 1985
- Russische Landung, Buch zur Ausstellung Bernd Zimmer, Text Roland Hagenberg, Galerie Kämpf Forum für International Zeitgenössische Kunst GmbH, 2004
- 24 Japanese Architects, Fotos, Interviews und Essays über Tokios Architektur von Roland Hagenberg[27], hrsg. von Kashiwa Shobo, Tokio 2011
- Architektur, Text und Fotos von Roland Hagenberg, in: Jos Pirkner: Die Bullen von Fuschl (Red Bull Headquarters)[28], Pantauro-Verlag, Salzburg 2014, ISBN 978-3-7105-0001-5, S. 24–43
- Roland Hagenberg Poems, mit Fotografien und Zeichnung des Autors, Art In Flow Verlag, Berlin 2017, ISBN 978-3-938457-33-7
- Karl A. Meyer und Roland Hagenberg, RIO. Love and Life in Times of Executions. Polaroids und Gedichte, Art In Flow Verlag, Berlin 2019, ISBN 978-3-938457-45-0
- Terunobu Fujimori, Roland Hagenberg, Hiroshi Hara, Karl A. Meyer: RAIDING project. 2009-2019, Art In Flow Verlag, Berlin 2019, ISBN 978-3-938457-46-7